# Szabó Márton István
Szabó Márton István (Budapest, 1993. június 20. –) magyar költő, filmrendező, színházi tervező.

## Életútja
A Kispesti Waldorf Általános Iskola és Gimnázium elvégzése után a Forrai Magániskola divat- és stílustervező szakán tanult. Tagja lett a Slam Poetry Budapest társulatának és a József Attila Körnek. Az Óbudai Egyetem formatervező mérnök szakán diplomázott, majd elvégezte az ELTE Filmmaking MA szakát. 
2014-ben mutatta be verses lemezét Nem alszol címmel. 2015 óta tervez jelmezt színházakban. 2016-ban jelent meg első verseskötete Másodlagos kötések címmel a Jelenkor kiadónál. 2013-2016 között A hetedik sor közepe online lapra írt film témában, 2017-2019 között Új Forrás filmrovatának állandó szerzője volt. Kőhalmi Zoltán humorista dramaturgja.  2021-től a Dumaszínház művészeti vezetője. Stand-up műsorok producere.

## Munkássága

### Filmjei
- Klma, rövidfilm, 2022
- Menned kell, rövidfilm, 2020[7]
- Szufficit, rövidfilm, 2015[8]

### Irodalmi művei
- Betonszféra, verseskötet, Scolar Kiadó, 2022
- Másodlagos kötések, verseskötet, Jelenkor Kiadó, 2016[3]
- Nem alszol, verses lemez, József Attila Kör, Slam Poetry Budapest, 2014[2]

#### Antológiában
- Lehetnék bárki, versek, Tilos az Á Könyvek, 2020
- Írott kövem dobom a mélybe, versek, Pocket Zsebkönyvek, 2020
- Szívlapát, versek, Tilos az Á Könyvek, 2017[9]
- R25 – A rendszerváltás után született generáció a magyar lírában, versek, József Attila Kör, PRAE, 2015[10]

#### Esszéi
- Bergman irodalmának házasságmítosza, Észak folyóirat, 2018[11]
- Az Ajtmatov-mítosz, Hévíz folyóirat, 2018[12]
- Gion Nándor mágiája, Hévíz folyóirat, 2016[13]

### Színházi munkái
- Kutyabaj, díszlettervező, 2023 (r.: Horváth János Antal)
- Nincstelenek, látványtervező, 2023 (r.: Horváth János Antal)
- Buborékok, díszlettervező, 2022 (r.: Horváth János Antal)
- 100 év Major, díszlettervező, 2022 (r.: Horváth János Antal)
- Árvák, díszlettervező, 2021 (r.: Horváth János Antal)
- Az elveszett és megkerült Jenő, látványtervező, 2021 (r.: Horváth János Antal)
- Liliomfi, látványtervező, 2021 (r.: Horváth János Antal)
- Az ajándék, látványtervező, 2021 (r.: Horváth János Antal)
- Tiszavirág, díszlettervező, 2021 (r.: Horváth János Antal)
- Kötelezők szabadon, rendező (Horváth János Antallal közösen), 2020
- Rozsda, díszlettervező, 2019 (r.: Horváth János Antal)
- Az ágy közös, a párna... avagy hányszor kell még elmondanom?, jelmeztervező, 2018 (r.: Horváth János Antal)
- Kitagadottak, jelmez, 2017 (r.: Olasz Renátó)
- Utolsó Estém a Földön, jelmeztervező, 2016 (r.: Olasz Renátó)
- Napraforgó, jelmez, 2016 (r.: Pass Andrea)
- Ernelláék Farkaséknál, jelmeztervező, 2015 (r.: Hajdu Szabolcs)[14]
- Dr., jelmeztervező, 2015 (r.: Soós Attila)[15]
- Said, jelmeztervező, 2015 (r.: Soós Attila)
- Elhanyagolt férfiszépségek, jelmez, kellék, 2015 (d.: Soós Attila)